# Marcus Semien
Marcus Andrew Semien (San Francisco, 17 settembre 1990) è un giocatore di baseball statunitense, interbase per i Texas Rangers della Major League Baseball (MLB).

## Carriera

### Gli Inizi e Minor League (MiLB)
Chapman si diplomò alla St. Mary's College High School di  Berkeley in California, fu selezionato nel 34º turno del draft MLB 2008 dai Chicago White Sox ma scelse di non firmare e si iscrisse alla California State University della città. Fu selezionato nuovamente dai White Sox nel sesto turno del draft 2011, firmò e venne assegnato in Classe A. Nel 2012 giocò l'intera stagione in Classe A-avanzata. Nel 2013 giocò principalmente in Doppia-A e nel corso della stagione fu promosso in Tripla-A.

### Major League (MLB)
Semien debuttò nella MLB il 4 settembre 2013, allo Yankee Stadium di New York City contro i New York Yankees, battendo la sua prima valida nel sua primo turno di battuta. Il 23 settembre batté il suo primo fuoricampo.
Nel 2014 si divise tra Major League e Tripla-A. Il 9 dicembre i White Sox scambiarono Semien, Chris Bassitt, Rangel Ravelo e Josh Phegley con gli Oakland Athletics in cambio di Jeff Samardzija e Michael Ynoa. Nel 2018 partecipò per la prima volta in carriera al post-stagione. Divenne free agent al termine della stagione 2020.
Il 30 gennaio 2021, Semien firmò un contratto annuale del valore di 18 milioni di dollari con i Toronto Blue Jays. Conquistò durante la stagione la prima convocazione per l'All-Star game. Divenne free agent a fine stagione e venne premiato con il guanto d'oro e il silver slugger award per le sue prestazioni difensive e offensive. 
Il 1º dicembre 2021, Semien firmò un contratto di sette anni dal valore complessivo di 175 milioni di dollari con i Texas Rangers.

## Palmares
- MLB All-Star: 1

2021
- Guanto d'oro: 1

2021
- Silver Slugger Award: 1

2021
- Giocatore del mese: 1

AL: maggio 2021
- Giocatore della settimana: 1

AL: 9 giugno 2019